# Хелен Кларк
Хелен Елизабет Кларк (енгл. Helen Elizabeth Clark; Хамилтон, 26. фебруара 1950) је 37. премијер Новог Зеланда у три мандата од 1999. до 2008. и прва жена изабрана на тај положај. Била је на челу Лабуристичке странке од 1993. до 2008. а од 1981. до 2009. је била посланица за Маунт Алберт у парламенту Новог Зеланда. Она је од априла 2009. администратор Програма Уједињених нација за развој (УНДП), што је трећа позиција у УН.

## Биографија
Рођена је у Хамилтону, на северозападу Северног острва. Мајка Маргарет била је Иркиња, која је радила као учитељица у основној школи, а отац Џорџ, био је фармер. Њен отац је подржавао Националну странку на изборима 1981. године. Завршила је основну школу, касније наставивши образовање у женској гимназији Епсон, и Универзитету у Окланду. Тамо је дипломирала и магистрирала политичке науке.
Била је главни промотер уласка Кине у СТО, а бивши кинески председник Ђанг Цемин назвао ју је „старом пријатељицом“. Одбила је да пошаље војнике у Рат у Ираку. Такође је одбила да призна независност Косова и Метохије. Заговара политику због које је жртвован споразум о слободној трговини са САД-ом, али је ипак успела да побољша односе у односу на оне из 1980.-их када је дошло до захлађења због антинуклеарне политике Новог Зеланда. Изјавила је да 11. септембар не би имао овакве последице за Ирак да је Ал Гор постао председник САД. Касније се због те изјаве извинила Џорџу Бушу.
У време њене владавине смањена је незапосленост, стопа криминала, укинуте су камате на студентске кредите, а Нови Зеланд је проглашен зоном без нуклеарних експеримената.
Удата је за Питера Дејвиса, професора социологије и шефа катедре на Универзитету у Окланду. Нема деце, а прогласила се агностиком.